# سینما سلمان ساوجی

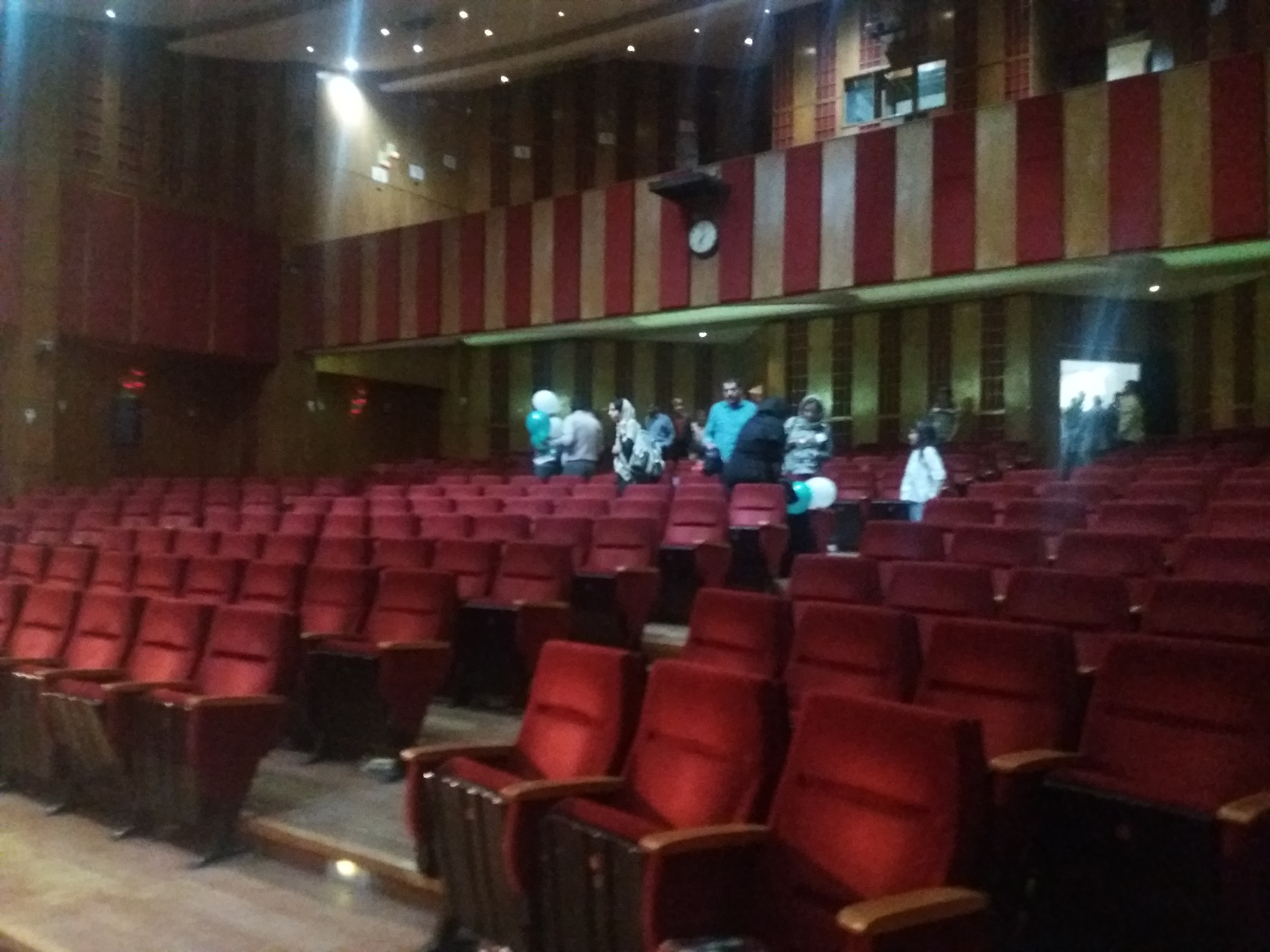
داخل سالن سینما ساوه - خرداد ۱۳۹۶

سینما سلمان ساوجی یک سینما در شهر ساوه، ایران است.
این سینما در ۳۱ شهریور ۱۳۹۴ با ظرفیت ۴۲۰ نفر با اکران فیلم محمد رسول‌الله افتتاح شده‌است.